# Osmia dilaticornis
Osmia dilaticornis är en biart som beskrevs av Morawitz 1875. Osmia dilaticornis ingår i släktet murarbin, och familjen buksamlarbin. Inga underarter finns listade i Catalogue of Life.